# Stå upp, befriade folk
Stå upp, befriade folk är en psalm med text skriven 1911 av William P. Merrill och musik skriven 1779 av Aaron Williams. Texten översattes till svenska 1967 av Georg Andersson och bearbetades 1986.

## Publicerad i
- Psalmer och Sånger 1987 som nr 407 under rubriken "Kyrkan och nådemedlen - Kyrkan - församlingen".[1]